# Jan Cornelisz Geelvinck

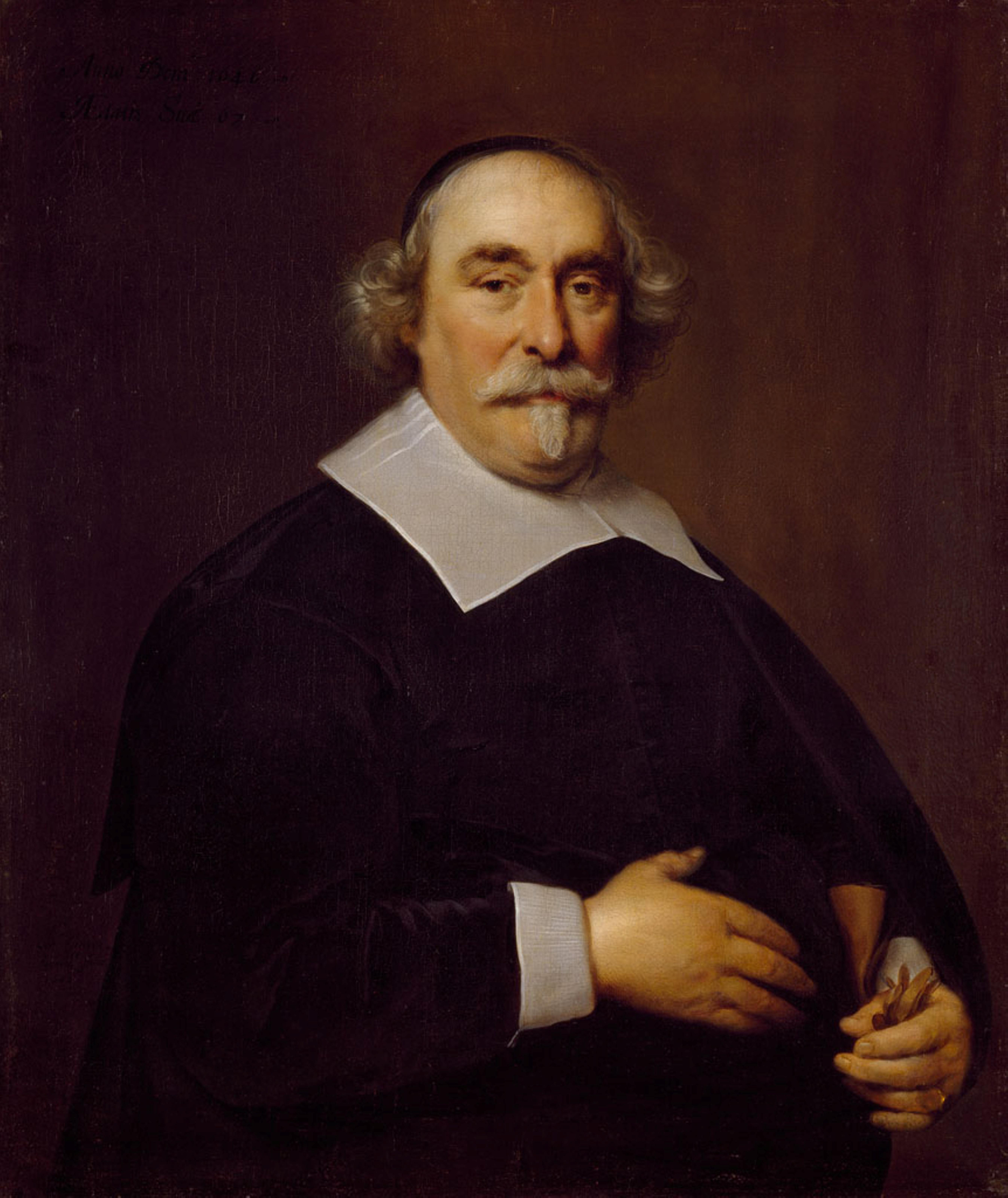
Jan Cornelisz Geelvinck

Jan Cornelisz Geelvinck (* 11. Juni 1579 in Amsterdam; † 9. November 1651 ebenda) war als Großhändler in Spanien und Südamerika tätig. Als 12-maliger Bürgermeister war er einer der längstdienenden Regenten Amsterdams des Goldenen Zeitalters.

## Biografie
Jan wurde als Sohn des in der Levante tätigen Händlers Cornelis Jansz Geelvinck (1544–1624) und der Geerte Wiggertsdr Ramp geboren. Das Geschlecht der Geelvinck ist durch den Handel reich geworden. Im Jahre 1601 heiratete Geelvinck Griete Govertsdr Wuytiers (1582–1601), die drei Jahre später verstarb. Geelvinck hatte sich mit seiner ersten Frau von Cornelis van der Voort porträtieren lassen. Danach ehelichte er Aecht de Vlaming van Oudshoorn (1588–1666). Von den acht Kindern sind Maria, verehelicht mit Willem van Loon, Agatha, welche Frederik Alewijn heiratete, Margaretha Geelvinck die Gattin von Joan Munter, Eva als Gattin des Hendrick Bicker und Cornelis Geelvinck, welcher Elisabeth Velecker und Margaretha Bicker heiratete, zu nennen. Durch diese Verbindungen fand das Geschlecht der Geelvinck in die hohen Regentenkreise Amsterdanms Einlass.
Geelvinck wurde im Jahre 1623 Schepen und im darauffolgenden Jahr Mitglied der Amsterdamer Vroedschap. Im Jahre 1626 wurde er anstelle seines verstorbenen Schwagers Jacob Poppen mit dem Amt des Bürgermeisters betraut. Bis in das Jahr 1647 folgten weitere elf Ernennungen. Im Jahre 1631 war er während Friedrich Heinrich von Oraniens missglückten Angriffs auf Flandern Deputierter im Felde. Zwischen den Jahren 1633 und 1634 war er Rat der Staaten von Holland. Im Jahre 1643 konnte er gemeinsam mit den Bürgermeistern Albert Burgh, Gerbrand Claesz Pancras und Cornelis de Graeff den Austritt des übermächtig gewordenen Bürgermeister Andries Bicker durch dessen Ernennung zum Rat der Staaten von Holland in Den Haag erreichen. Als zum Ende der 1640er Jahre hin der Einfluss der Gebrüder Bicker zunahm, wurde Geelvinck vom Bürgermeisteramt ausgeschlossen. Im Jahre 1650, im Konflikt zwischen Amsterdam unter der Führung der Familie Bicker und Cornelis de Graeff mit Wilhelm II. von Oranien, Geelvinck mit einer Botschaft über die von den Staaten von Holland bestimmte Auflösung des Heeres an den Oranier betraut.